# Magyarlukafa
Magyarlukafa község Baranya vármegyében, a Szigetvári járásban, Szigetvártól északra.

## Fekvése
A Zselic délnyugati részén helyezkedik el, központján a Somogyapátitól Vásárosbécig vezető 66 125-ös út halad végig.

## Története
Magyarlukafát az oklevelek 1236-ban (más forrás szerint 1234-ben) említették először az oklevelek, Luca alakban írva, majd 1395-ben Lucafalwa, 1408-ban Lukafalwa, később Lukafa, Lukafalwa írásmóddal említik.
A falut a török idők után sokáig csak mint pusztát említették kevés magyar lakossal. 1772-ben németek érkeztek ide, akik a faluban letelepedve üveghutát létesítettek itt. A település lakói emellett nagy számban foglalkoztak makkoltató disznótartással is, kihasználva a Zselic hatalmas erdőségeinek lehetőségeit.
Az 1950-es megyerendezéssel a korábban Somogy vármegyéhez tartozó települést a Szigetvári járás részeként Baranyához csatolták.

## Közélete

### Polgármesterei
- 1990–1994: Kékes István (független)[4]
- 1994–1998: Horeczki István (független)[5]
- 1998–2002: Kékes István (független)[6]
- 2002–2006: Kékes István (független)[7]
- 2006–2010: Kékes István (független)[8]
- 2010–2012: Kékes István Kálmán (független)[9]
- 2013–2014: Gregorics Csabáné (független)[10][11]
- 2014–2019: Gregorics Csabáné (független)[12]
- 2019–2024: Gregorics Csabáné (független)[13]
- 2024– : Gregorics Csabáné (független)[1]

A településen 2013. március 24-én időközi polgármester-választást tartottak, mert a korábbi polgármester az előző év decemberében lemondott posztjáról.

## Népesség
A település népességének változása:
| Lakosok száma | 87   | 92   | 93   | 68   | 87   | 77   | 84   | 82   |
|               | 2013 | 2014 | 2015 | 2019 | 2021 | 2022 | 2023 | 2024 |

A 2011-es népszámlálás során a lakosok 92,8%-a magyarnak, 8,4% cigánynak, 1,2% horvátnak, 1,2% németnek, 1,2% szerbnek mondta magát (6% nem nyilatkozott; a kettős identitások miatt a végösszeg nagyobb lehet 100%-nál). A vallási megoszlás a következő volt: római katolikus 68,7%, református 4,8%, felekezeten kívüli 19,3% (7,2% nem nyilatkozott).
2022-ben a lakosság 81,8%-a vallotta magát magyarnak, 7,8% cigánynak, 2,6% németnek, 1,3% horvátnak, 11,7% egyéb, nem hazai nemzetiségűnek (14,3% nem nyilatkozott; a kettős identitások miatt a végösszeg nagyobb lehet 100%-nál). Vallásuk szerint 48,1% volt római katolikus, 3,9% református, 19,5% felekezeten kívüli (28,6% nem válaszolt).

## Nevezetességei
A falu egyetlen műemléke egy tájházzá alakított népi lakóház, az egykori általános iskolában pedig Lukafa Galéria névvel kiállítótermet rendeztek be. A település turisztikai értékét ezek mellett a három közeli halas- és horgásztó és a zselici tájvédelmi körzet jelenti. Sok látogatót vonz Magyarlukafára a Vendel-napi búcsú is.

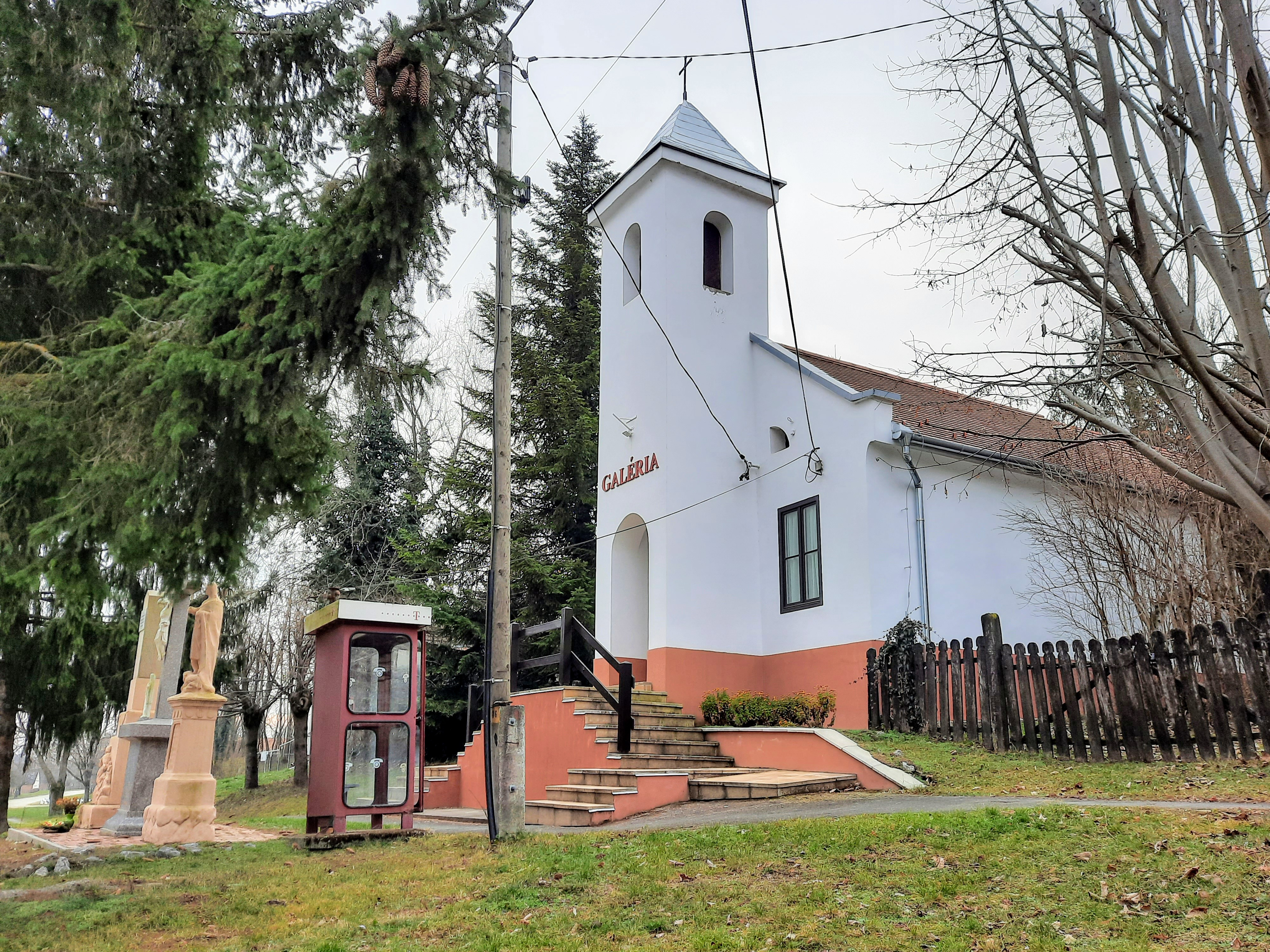
Galéria